# Bank Spółdzielczy przy Klubie Rzemieślniczym Żydowskim z odpowiedzialnością ograniczoną
Bank Spółdzielczy przy Klubie Rzemieślniczym Żydowskim z odpowiedzialnością ograniczoną – pierwsza żydowska spółdzielnia oszczędnościowo-kredytowa w Radomiu. Powstał 25 grudnia 1920 w siedzibie przy ul. Warszawskiej 8.
Na pierwszym zebraniu z udziałem 294 osób wybrano zarząd w składzie:
- Morduch Kotler – kupiec,
- Ludwik Brylant – optyk-elektrotechnik,
- Szmul Ajdelbaum – blacharz,
- Jankiel Dawid Strawczyński – farbiarz,
- Majer Rozencwajg – stolarz,
- Moszek Rozenbaum – krawiec.

W skład rady nadzorczej weszli m.in.:
- Ela Tenenbaum – fabrykant,
- Szymon Mulier – adwokat,
- Dawid Frenkiel – podsekretarz w Sądzie Rejonowym.

Statut banku został zarejestrowany przez Sąd Okręgowy w Radomiu 22 listopada 1921.
Na walnym zgromadzeniu członków spółdzielni, które miało miejsce 25 sierpnia 1923 postanowiono zmienić nazwę na Spółdzielczy Bank Rzemieślniczy.